# Emmanuel Korir
Emmanuel Kipkurui Korir (15 de junio de 1995) es un deportista keniano que compite en atletismo, especialista en las carreras de mediofondo.
Participó en los Juegos Olímpicos de Tokio 2020, obteniendo una medalla de oro en la prueba de 800 m. Ganó una medalla de oro en el Campeonato Mundial de Atletismo de 2022, en la misma distancia.

## Palmarés internacional
| Juegos Olímpicos   | Juegos Olímpicos        | Juegos Olímpicos | Juegos Olímpicos |
| Año                | Lugar                   | Medalla          | Prueba           |
| ------------------ | ----------------------- | ---------------- | ---------------- |
| 2020               | Tokio (Japón)           | Medalla de oro   | 800 m            |
| Campeonato Mundial |                         |                  |                  |
| Año                | Lugar                   | Medalla          | Prueba           |
| 2022               | Eugene (Estados Unidos) | Medalla de oro   | 800 m            |